# Lenguas álgicas
Las lenguas álgicas son una familia de lenguas indígenas de América del Norte. La mayoría de las lenguas álgicas pertenecen a la subfamilia de lenguas algonquinas, que se hablaba desde las Montañas Rocosas hasta Nueva Inglaterra a la llegada de los europeos a la región. Otras lenguas álgicas son el yurok y el wiyot del noroeste de California. El último hablante conocido de wiyot murió en 1962, y se cree que hay unos diez o incluso menos hablantes de yurok.

## Historia
Históricamente la familia de lenguas álgicas se compone de un gran grupo de lenguas algonquinas habladas principalmente en el Este y Centro de Norteamérica, más dos pequeños enclaves en California que son el wiyot y el yurok (actualmente la primera de estas lenguas está extinta).
Si bien la unidad filogenética del subgrupo algonquino fue rápidamente reconocida ya por los primeros exploradores europeos, el parentesco algo más distante del wiyot y el yurok pasó inicialmente desapercibido hasta que fue advertido por Edward Sapir (1913, 1915, 1923). Sin embargo, inicialmente algunos algonquinistas entre ellos Truman S. Michelson (1914, 1914, 1935) rechazaron la posibilidad de este parentesco. Sin embargo, el parentesco fue finalmente aceptado gracias al trabajo de Mary Haas (1958).

## Situación actual de las lenguas álgicas
El wiyot, el miami, el illinois, el etchemin, el loup A, el loup B, el mahicano, el massachusett, el mohegano, el pequot, el nanticoke, el narragansett, el pamlico, el powhatan, el quiripi, el naugatuck, el unami, el unquachog, y el shinnecock están actualmente extintos. El último hablante de wiyot murió en 1962. El resto de lenguas álgicas son lenguas amenazadas, entre estas lenguas amenazadas está el yurok con menos de diez hablantes vivos.

## Clasificación interna
Las lenguas algonquinas orientales fueron rápidamente reconocidas como familia lingüística desde los primeros contactos de los europeos con los indígenas americanos. Posteriormente se añadieron más lenguas reconocibles como algonquinas a las lenguas algonquinas orientales, que son lo que actualmente constituyen los grupos algonquino central y algonquino de las llanuras. Posteriormente Leonard Bloomfield (1925) aplicó el método comparativo a dichas lenguas y propuso una reconstrucción del proto-algonquino, sobre bases firmes.
La relación del grupo algonquino propiamente dicho con otras lenguas fue reconocido más tarde. De hecho la primera propuesta de que el wiyot y el yurok, dos lenguas californianas, estuviesen relacionadas con las lenguas algonquinas fue propuesta por primera vez por Edward Sapir (1913, 1915, 1923). Sin embargo esta propuesta fue duramente criticada por el algonquinista Truman S. Michelson (1914, 1914, 1935). Sin embargo, el trabajo de Mary Haas (1958) puso fuera de duda que efectivamente la propuesta de Sapir era correcta. La polémica sobre el parentesco de las lenguas algonquinas con estas lenguas californianas recibió el nombre de la "controversia ritwana", un nombre que inicialmente designaba un grupo hipotético formado por el yurok y el wiyot. Sin embargo, el trabajo posterior sugiere que la relación entre el wiyot y el yurok entre sí no es más cercana que la que tienen con las lenguas algonquinas. Por esta razón muchos americanistas abandonaron el término "ritwano". Con posterioridad, algunos autores como Howard Berman (1982) han defendido que el wiyot y el yurok comparten algunos cambios fonéticos que no comparten las lenguas algonquinas, lo cual en sí mismo vuelve a apoyar la validez del grupo "ritwano", por lo que actualmente no existe consenso en torno a la cuestión.
De lo anteriormente dicho, la clasificación interna más o menos como sigue:
I. Wiyot
1. Idioma wiyot
II. Yurok
2. Idioma yurok
III. Lenguas algonquinas
A. Lenguas algonquinas de las llanuras
B. Lenguas algonquinas centrales
C. Lenguas algonquinas orientales

## Descripción gramatical

### Fonología
El inventario consonántico reconstruido para el proto-álgico es:
|           |             | Labial | Dental   | Palatal | Velar | Labio- velar | Glotal |
| --------- | ----------- | ------ | -------- | ------- | ----- | ------------ | ------ |
| Oclusiva  | simple      | *p     | *t       |         | *k    | *q           |        |
| Oclusiva  | aspirada    | *pʰ    | *tʰ      |         | *kʰ   | *kʰʷ         |        |
| Oclusiva  | glotalizada | *pʼ    | *tʼ      |         | *kʼ   | *kʼʷ         | *ʔ     |
| Africada  | simple      |        | *c       | *č      |       |              |        |
| Africada  | aspirada    |        | *cʰ      | *čʰ     |       |              |        |
| Africada  | glotalizada |        | *cʼ      | *čʼ     |       |              |        |
| Fricativa | simple      |        | *s, *ɬ   | *š      |       |              |        |
| Fricativa | glotalizada |        | *sʼ, *ɬʼ | *šʼ     |       |              |        |
| Sonante   | nasal       | *m     | *n       |         |       |              |        |
| Sonante   | no-nasal    |        | *r, *l   | *y      | *g    | *w           |        |
| Sonante   | nasal       | *mʼ    | *nʼ      |         |       |              |        |
| Sonante   | no-nasal    |        | *rʼ, *lʼ | *yʼ     | *gʼ   | *wʼ          |        |

El fonema /*g/ parece no haber sido una oclusiva sino probablemente una aproximante /ɰ/ o tal vez una fricativa.
El inventario vocálico reconstruido es idéntico al del proto-algonquino (el yurok y el wiyot presetan un número menor de fonemas como resultado de confusiones del sistema original de 8 vocales):
|         | Anterior | Central | Posterior |
| ------- | -------- | ------- | --------- |
| Cerrada | *i, *ī   |         | *o, *ō    |
| Media   | *e, *ē   |         | *o, *ō    |
| Abierta |          | *a, *ā  | *a, *ā    |

### Gramática
La siguiente es una lista comparativa de los pronombres:
| GLOSA                | Wiyot   | Yurok  | proto- algonquino |
| -------------------- | ------- | ------ | ----------------- |
| 1.ª persona singular | yil     | nek    | *ni-              |
| 2.ª persona singular | kil     | qel    | *kiˑl             |
| 3.ª persona singular | gi- gur | iyo ku | *wi(na)           |
| 1.ª persona plural   | hinār   | nek    | *nina-wa          |
| 2.ª persona plural   | kiluwa  | qel    | *kina-wa          |
| 3.ª persona plural   | dag'u   | iyoLko | *wina-wa          |

### Comparación léxica
Comparación de los numerales y otro léxico común
| GLOSA       | Ritwan       | Ritwan  | Algonquino | Algonquino | Algonquino      |
| GLOSA       | Wiyot        | Yurok   | algonquino | ojibwe     | PROTO- C-ALGON. |
| ----------- | ------------ | ------- | ---------- | ---------- | --------------- |
| '1'         | kúʔc-ad      | koht    | pežig      | bežig      | *kot            |
| '2'         | ṛít-ad       | niʔiy   | nìž        | niiž       | *niˑš           |
| '3'         | ṛíkh-ad      | nahksey | niswi      | niswi      | *neʔθ           |
| '4'         | ṛiyóhw-ad    | čoʔoney | new        | niiwin     | *nyeˑ-          |
| '5'         | wehsoghál-ad | meruh   | nànan      | naanan     | *nyaˑlan-       |
| 'brazo'     | šoˑn-        | -sen    |            |            | *-θen-          |
| 'hueso'     | watkaṛ       | wəɬkəˑʔ |            |            | *waθkan-        |
| 'mi ojo'    | ṛaliˑṛ       | neylin  |            |            | *neškiˑn        |
| 'su pierna' | wačkoč       | wacka   |            |            | *wexkaˑc        |
| 'su hígado' | watwaṛ       | weɬkun  |            |            | *weθkwan        |
| 'su boca'   | walul        | weluɬ   |            |            | *wetoˑn         |
| 'su lengua' | wiˑt         | weypɬ   |            |            | *wiˑθan         |
| 'su diente' | wapt         | warpeɬ  |            |            | *wiˑpit         |
| 'su cola'   | wadiˑʔl      | wəɬəy   |            |            | *waθany-        |
| 'grasa'     | puʔm         | pemey   |            |            | *pemi           |
| 'árbol'     | -oˑtiʔ       | tepoˑ   |            |            | *-aˑhtekw-      |
| 'beber'     | meno         | ___     |            |            | *mene           |
| 'robar'     | komar        | kemol-  |            |            | *kemot          |
| 'largo'     | ɬoʔw         | know    |            |            | *kenw-          |

En la tabla anterior se han empleado algunos signos comúnmente usados por los americanistas entre ellos:
- /c, č/ = AFI /ʦ, ʧ/
- /š, ž/ = AFI /ʃ, ʒ/

### Bibliográfica
- Ives Goddard (1979): "Comparative Algonquian" en The languages of native America: Historical and comparative assessment, Campbell, Lyle; & Mithun, Marianne (Eds.), Austin: University of Texas Press.
- Mary R. Haas (1958): "Algonkian-Ritwan: The End of a Controversy", International Journal of American Linguistics, Vol. 24, n.º 3, Franz Boas Centennial Volume (Jul., 1958), pp. 159–173.
- Paul Proulx (1984): "Proto-Algic I: Phonological Sketch", International Journal of American Linguistics, Vol. 50, n.º 2 (Apr., 1984), pp. 165–207.